# 卡斯滕·尼尔森
卡斯滕·尼尔森（丹麥語：Karsten Nielsen，1973年5月23日—），丹麦男子赛艇运动员。他曾代表丹麦参加世界赛艇锦标赛，获得三枚金牌和二枚铜牌，均来自男子轻量级单人双桨项目。